# Rabicurta
As rabicurtas são aves passeriformes da família Macrosphenidae, classificadas no género Sylvietta. O grupo consiste em cerca de 10 espécies, que habitam zonas de floresta e mato no continente africano.
As rabicurtas são aves de pequeno porte, com 10 a 12 cm de comprimento. A característica mais marcante, que lhes dá o nome, é a cauda muito curta, quase inexistente. A plumagem é esverdeada, acinzentada ou acastanhada no dorso e mais clara na zona ventral. A alimentação é à base de insectos e outros pequenos invertebrados. O ninho é construído com raminhos, folhas e gravetos, em forma de bolsa pendurada num ramo de árvore. Algumas espécies decoram o exterior do ninho com teias de aranha, flores, folhas ou cascas de árvore. Cada postura contém 2 a 3 ovos amarelos esverdeados.

## Espécies
- Sylvietta virens
- Sylvietta denti
- Sylvietta leucophrys
  - Sylvietta leucophrys chapini
- Sylvietta brachyura
- Sylvietta philippae
- Sylvietta ruficapilla
- Sylvietta whytii
- Sylvietta isabellina
- Sylvietta rufescens